# Hemimycena rickenii
Hemimycena rickenii es una especie de hongo basidiomiceto de la familia Mycenaceae, del orden  Agaricales.

## Sinónimos
- Helotium rickenii (Redhead, 1982)
- Marasmiellus rickenii (Singer, 1951)
- Mycena rickenii (A.H. Sm., 1947)